# Netsanet Desta
Netsanet Gebre Desta, née le 26 octobre 2000, est une athlète éthiopienne.

## Carrière
Netsanet Desta est médaillée d'or du relais mixte des Championnats d'Afrique de cross-country 2018 à Chlef.
Elle est éliminée en séries du 800 mètres féminin aux Jeux olympiques d'été de 2020 à Tokyo.
Elle est médaillée d'argent du 800 mètres aux Championnats d'Afrique d'athlétisme 2022 à Saint-Pierre.